# نورما كوكس أستوود
نورما أليس كوكس، والمعروفة باسم نورما كوكس أستوود أو ليدي بلاكمان (بالإنجليزية: Norma Alice Cox, known as Norma Cox Astwood or Lady Blackman)‏، هي طبيبة نفسانية سريرية. كانت أول امرأة تشغل منصب نائب رئيس مجلس الشيوخ في برمودا. بين عامي 1987 و1996، شغلت منصب عضو مجلس الشيوخ المستقل في برمودا وكانت مؤسسة مجموعة البرلمانيات الكومنولث في عام 1989.

## سيرتها الذاتية
ولدت نورما أليس كوكس في برمودا لجيلبرت وكونستانس كوكس وترعرعت في برمودا. كانت كوكس طالبة في معهد بيركلي، وبعد تخرجها قامت بالتدريس في المدرسة المركزية. في عام 1951، التحقت بما كان يُعرف باسم مدرسة هاميلتون نورمال، وهي كلية تدريب للمعلمين تقع في هاميلتون، أونتاريو. بعد الانتهاء من شهادتها، عادت إلى التدريس في المدرسة المركزية، حيث أخذت الدورات الصيفية التي تقدمها دورات في جامعة كوينز في برمودا لإكمال تعليمها. في 11 أبريل 1955، في هاملتون، برمودا، تزوجت كوكس من ليونارد ليروي أستوود. حصلت كوكس أستوود على درجة البكالوريوس في علم النفس والأدب من جامعة كوينز وبعد التخرج في جامعة برمنغهام، حيث حصلت على دبلوم في علم نفس الأطفال.